# (74255) 1998 SL76
(74255) 1998 SL76 – planetoida z pasa głównego asteroid okrążająca Słońce w ciągu 4,34 lat w średniej odległości 2,66 j.a. Odkryta 19 września 1998 roku.